# Vilma Lwoff-Parlaghy
Elisabeth Vilma Lwoff-Parlaghy, née le 15 avril 1863 et morte le 28 août 1923, est une portraitiste d'origine hongroise qui travaille en Allemagne et aux États-Unis. Elle est connue pour avoir peint environ 120 portraits de personnalités américaines et européennes entre 1884 et 1923. 

## Biographie
Elisabeth von Parlaghy reçoit sa formation d'artiste à Budapest et plus tard par Franz Quaglio et Wilhelm Dürr le Jeune à Munich, où elle adopte le style de Franz von Lenbach. Un portrait de sa mère est rendu public à Berlin en 1890. 
Son exposition de portraits au Salon de Paris de 1892 à 1894 l'a fait encore  connaître au public. 
Lwoff-Parlaghy expose ses œuvres au Palais des Beaux-Arts et au Woman's Building lors de l'Exposition universelle de 1893 à Chicago dans l'Illinois. 
En 1896, elle visite New York pour la première fois. De retour en Europe en 1899, elle épouse le prince russe Lwoff à Prague; ils divorcent rapidement, mais elle continue à se faire appeler "Princesse Lwoff-Parlaghy" en utilisant son nom d'artiste avec l'autorisation du prince Lwoff. Le prince continue également de lui verser une allocation annuelle permanente. Elle se rend à nouveau à New York en 1899, où son portrait de l'amiral George Dewey devient la base d'un nouveau succès. De retour en Europe en 1900, elle a une fille, Wilhelmina Nors, dont le père, Peter Nors, officier ou ministre danois, est le compagnon de la princesse à cette époque (au moins 1905). Sa fille, Wilhelmina Nors (généralement Vilma Nors), naît en août 1906 en Grande-Bretagne et est élevée par une nourrice à Londres. La princesse Lwoff-Parlaghy vit également à Berlin et à Nice, entre 1900 et 1908, avant son retour définitif à New York en 1908. 

## Sélection de portraits

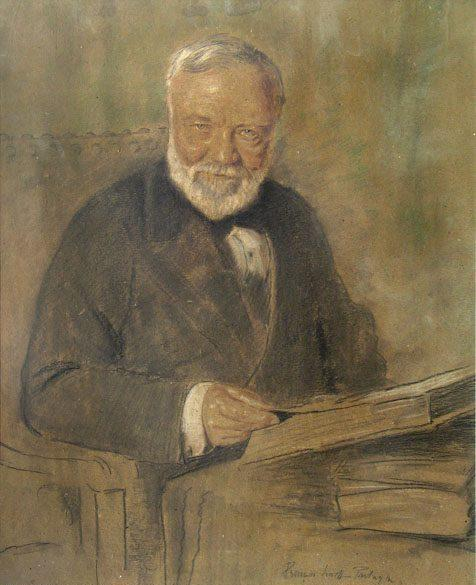
Andrew Carnegie
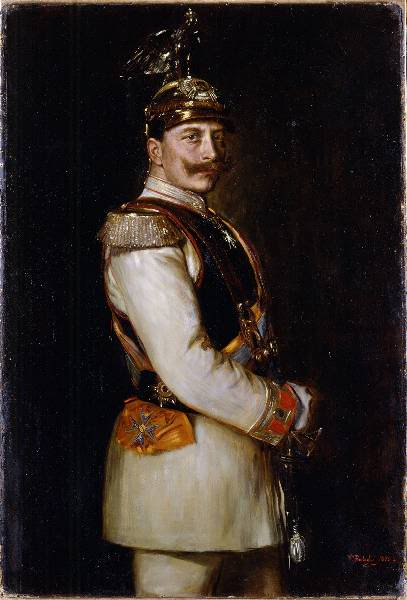
Guillaume II
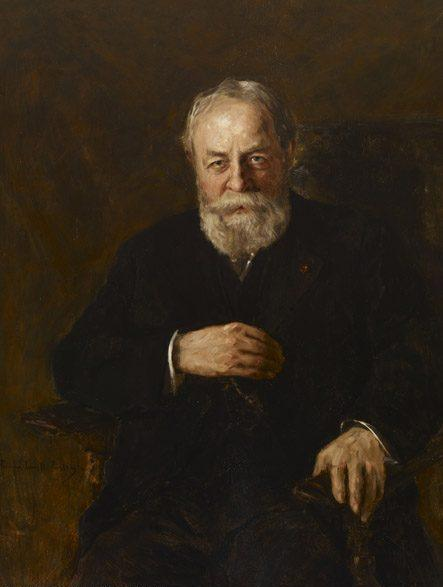
John Burroughs
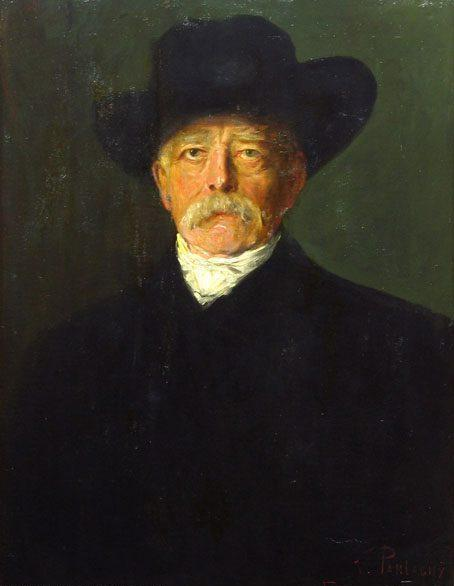
Otto von Bismarck
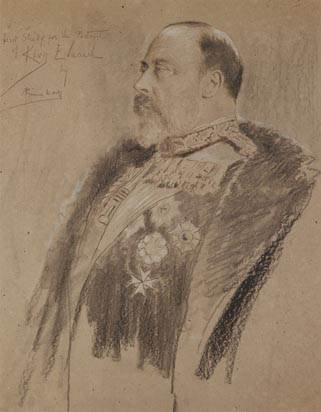
Le roi Édouard VII

- Elisabeth of Bavaria, Queen of Belgium
- August Belmont, Jr.
- Leo von Caprivi
- Joseph Hodges Choate
- William Conant Church
- Chauncey M. Depew
- George Dewey
- Thomas Alva Edison
- Daniel Chester French
- Myron T. Herrick
- Friedrich Hirth
- Seth Low
- Edwin Markham
- Hudson Maxim
- Helmuth Karl Bernhard von Moltke
- Alton B. Parker
- Henry Phipps
- Horace Porter
- Ernest-Gonthier de Schleswig-Holstein
- Daniel Sickles
- Charles Dwight Sigsbee
- Benjamin Tracy
- James Grant Wilson